# Melanophidium wynaudense
Melanophidium wynaudense är en ormart som beskrevs av Beddome 1863. Melanophidium wynaudense ingår i släktet Melanophidium och familjen sköldsvansormar. IUCN kategoriserar arten globalt som livskraftig. Inga underarter finns listade i Catalogue of Life.
Arten förekommer i södra Indien i bergstrakten Västra Ghats och i delstaten Tamil Nadu. Honor lägger inga ägg utan föder levande ungar.